# Saoul Mamby
Saoul Paul Mamby est un boxeur américain né le 4 juin 1947 à New York et mort le 19 décembre 2019.

## Carrière
Passé professionnel en 1969, Saoul Mamby devient champion du monde des poids super-légers WBC le 23 février 1980 après sa victoire au 14e round contre Sang-Hyun Kim à Séoul. Mamby bat ensuite Esteban De Jesus, Maurice Watkins, Jo Kimpuani, Thomas Americo et Obisia Nwankpa puis cède son titre face à Leroy Haley le 26 juin 1982.